# Guillermo Hernández Sánchez
Guillermo Hernández Sánchez es un exfutbolista mexicano de las décadas 1960 y 1970. Vistió la camiseta del Veracruz, América y Atlas durante su carrera. Jugó en la selección de fútbol de México de 1966 a 1973 y que participó en la Copa Mundial de Fútbol de 1966 y en la Copa Mundial de Fútbol de 1970.

## Participaciones en Juegos Olímpicos
| Torneo                   | Sede  | Resultado    |
| ------------------------ | ----- | ------------ |
| Juegos Olímpicos de 1964 | Tokio | Primera fase |

## Participaciones en Copas del Mundo
| Mundial                        | Sede       | Resultado        |
| ------------------------------ | ---------- | ---------------- |
| Copa Mundial de Fútbol de 1966 | Inglaterra | Primera fase     |
| Copa Mundial de Fútbol de 1970 | México     | Cuartos de final |

## Palmarés

### Títulos nacionales
| Título           | Equipo       | País   | Año     |
| ---------------- | ------------ | ------ | ------- |
| Primera División | Club América | México | 1970-71 |
| Copa México      | Club América | México | 1973-74 |